# Équipe de Croatie féminine de hockey sur gazon
Maillots
L'Équipe de Croatie féminine de hockey sur gazon représente la Croatie dans les compétitions internationales de hockey sur gazon et est contrôlée par la Fédération croate de hockey, l’organe directeur du hockey sur gazon en Croatie.

## Palmarès

### Championnat d'Europe III
- 2005 - 4e place
- 2007 - 5e place
- 2015 - 4e place
- 2017 - 4e place
- 2019 - 4e place
- 2021 - 4e place